# Chaeteessa
Chaeteessa (лат.) — единственный современный (по состоянию на 2020 год) род примитивных богомолов семейства Chaeteessidae. Представители рода распространены в Центральной и Южной Америке. Мелкие крылатые богомолы крепкого телосложения. Окрас тела обычно матовый. Антенны очень длинные, переднеспинка короткая. Половой диморфизм выражен слабо. Церки длинные.
Подвижные, активные хищники, преследующие добычу.
К роду относят 5 современных видов и один вымерший:
- † Chaeteessa brevialata Giebel, 1862
- Chaeteessa caudata Saussure, 1871 — Бразилия, Венесуэла, Коста-Рика[2]
- Chaeteessa filata Burmeister, 1838 — Бразилия, Суринам[2]
- Chaeteessa nana Jantsch, 1995 — Бразилия[2]
- Chaeteessa nigromarginata Salazar, 2004 — Колумбия[2]
- Chaeteessa valida Perty, 1833 — Бразилия, Французская Гвиана[2]